# Lijst van plantages in Suriname

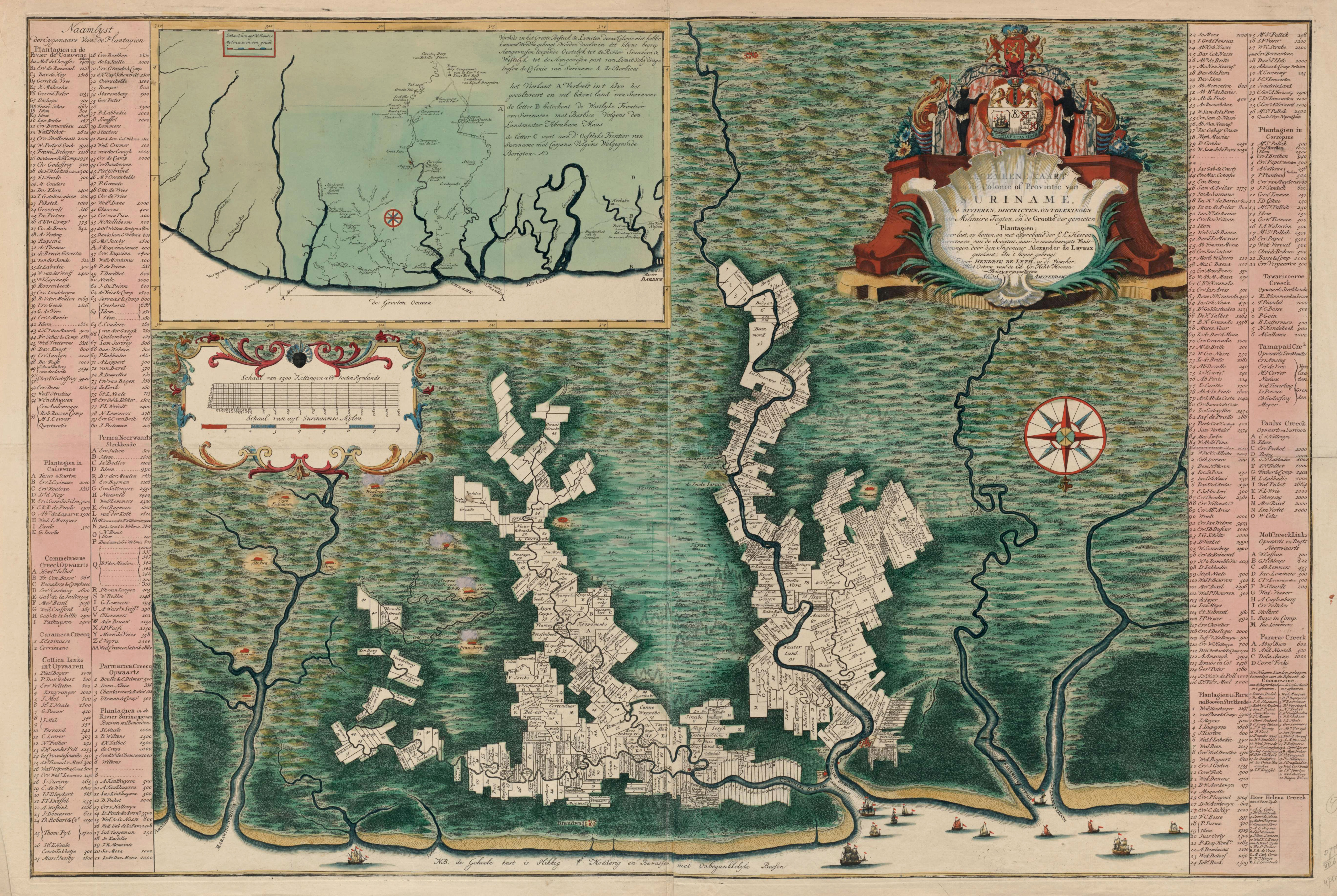
Kaart van De Lavaux uit de 18e eeuw met de plantages in Suriname (exclusief Nickerie).

De lijst van plantages in Suriname geeft een overzicht van de plantages die in Suriname hebben bestaan. De lijst is (nog) niet volledig.
Gedurende de koloniale periode vormden de plantages een belangrijk onderdeel van de economie; landbouwproducten als suikerriet, koffie en cacao werden geëxporteerd naar Europa via Nederland. De plantages waren gelegen aan rivieren, met name de Surinamerivier en de Commewijnerivier en hun zijrivieren en -kreken, opdat de producten gemakkelijk konden worden verscheept naar Paramaribo. De plantages in het westen van Suriname langs de Nickerierivier waren gericht op Nieuw-Rotterdam.

## In het stroomgebied van deSurinamerivier
| Plantage                 | Rivier                 | Type product                                      | Oprichting          | Opmerking |
| ------------------------ | ---------------------- | ------------------------------------------------- | ------------------- | --- |
| Abigaëlslust             | Suriname               | hout                                              | -                   | Er bestond een gelijknamige (katoen)plantage aan het Warappakanaal                                                                                         |
| Accaribo                 | Suriname               | suikerriet, koffie                                | 1671                | Ook gespeld Acaribo, Ackaribo. In Sranan Tongo: Gran Pranasie                                                                                              |
| Auka                     | Suriname               | hout                                              | -                   | Ook wel: Jocka. Deze plantage leende haar naam aan de stam der Ndyuka (Aukaners).                                                                          |
| Adrichem                 | Suriname               | koffie                                            | -                   | In 1827 samengevoegd met suikerrietplantage Waterland tot Waterland en Adrichem                                                                            |
| Anna's Lust              | Suriname               | hout, kostgrond                                   | -                   | Aan Pad van Wanica |
| Bleyenhoop               | Suriname               | hout                                              | -                   | Ook wel: Blyenhoop, Blydenhoop, Bleijenhoop, Blij en Hoop. Aan Pad van Wanica                                                                              |
| Beaulieu                 | Parakreek              | cacao, hout, kostgrond                            | -                   | |
| Beaumont                 | Suriname               | suikerriet, hout                                  | -                   | |
| Beekhuizen               | Suriname               | suikerriet, koffie                                | vóór 1700           | Vroege EBG zendingspost, ook opleidingsinstituut Etablissement Beekhuizen. Vanaf 1947 houtfabriek. Zie ook 'Land van Beekhuizen' aan Pad van Wanica (1863) |
| Belwaarde                | Suriname               | koffie, suikerriet, cacao, rubber, citrus, pinda  | ca. 1750            | |
| Berg en Dal              | Suriname               | suikerriet, later hout                            | 1722                | |
| Bergen op Zoom           | Suriname               | hout                                              | -                   | Ook wel Nieuw Bergen op Zoom |
| Berlijn                  | Parakreek              | hout, suikerriet, koffie                          | -                   | In Sranan Tongo: Balen |
| Bleyendaal               | Pauluskreek            | suikerriet                                        | -                   | Ook gespeld Bleijendaal, Blyendal |
| Boxel                    | Suriname               | suikerriet, koffie                                | 1705                | In Sranan Tongo: Boxtel |
| Bronswijk                | Suriname               | katoen, koffie                                    | -                   | In Sranan Tongo: Hoisman, Penja. |
| Chatillon                | Suriname               | cacao                                             | -                   | Ook gespeld: Châtillon |
| Clevia                   | Suriname               | koffie, cacao, steen, banaan, kokos               | 1749                | Ook gespeld Klevia |
| De Hoop                  | Pauluskreek            | -                                                 | -                   | |
| De Hoop                  | Suriname               | suikerriet                                        | -                   | |
| De Morgenstond           | Suriname               | koffie                                            | -                   | In Sranan Tongo: Bekri |
| De Resolutie             | Suriname               | suikerriet                                        | -                   | |
| De Vrede                 | Parakreek              | hout                                              | -                   | Ook wel Vreede, De Vreede |
| De Vrijheid              | Parakreek              | hout                                              | -                   | Ook wel Vryheid, in 1831 aan plantage de Drie Gebroeders, in 1835 aan Onoribo                                                                              |
| Domburg                  | Suriname               | suikerriet                                        | -                   | |
| Drie Gebroeders          | Suriname               | suikerriet                                        | -                   | Ook wel gespeld: De 3 gebroeders |
| Duisburg                 | Suriname               | hout                                              | -                   | Aan Pad van Wanica, ook wel Duysburg, later Onverwacht & Duisburg                                                                                          |
| Ephraïmszegen            | Suriname               | hout                                              | -                   | Ook gespeld Ephraims Zeegen, aan Pad van Wanica |
| L'Espérance              | Coropinakreek          | ws. hout                                          | -                   | |
| L'Espérance              | Parakreek              | hout, kostgrond                                   | -                   | |
| L'Espérance              | Suriname               | suikerriet                                        | -                   | |
| Flora                    | Kanaal van Poelepantje | hout                                              | -                   | |
| Florentia                | Suriname               | hout                                              | -                   | Ook gespeld als Florenza |
| Gelderland               | Suriname               | suikerriet                                        | -                   | Militaire post (Cordon van Defensie) |
| Geyersvlijt              | Suriname               | koffie, katoen, cacao, overig voedsel             | ca. 1786            | In Sranan Tongo: Jan Koiri |
| Goede Vrede              | Suriname               | suikerriet                                        | ca. 1770            | |
| Groot Chatillon          | Suriname               | suikerriet                                        | -                   | Vanaf 1896 leprozerie |
| Guineesche Vriendschap   | Suriname               | suikerriet                                        | -                   | In Sranan Tongo: Corbeyansi |
| Hannover                 | Parakreek              | hout, indigo                                      | -                   | Ook gespeld Hanover. In Sranan Tongo: Hannau |
| Haran                    | Suriname               | suikerriet                                        | -                   | Later La Vigilantia genaamd |
| Hebron                   | Suriname               | kostgrond                                         | -                   | Later Phedra genaamd, ook wel Phaedra en Phoedra |
| Hermitage                | Kanaal van Poelepantje | hout, indigo                                      | -                   | Ook wel L'Hermitage, aan het pad van Wanica |
| Heystvliet               | Surnaukreek            | koffie                                            | -                   | Ook wel gespeld Heesvliet, Heystvlied |
| Houttuin                 | Parakreek              | suikerriet                                        | -                   | Ook wel gespeld Houtuyn, Houtthuyn, Houthuyn |
| Indigoveld               | Tawaycoerakreek        | hout, indigo                                      | -                   | |
| L'Inquietude             | Carolinakreek          | hout                                              | -                   | |
| Jagersburg               | Parakreek              | cacao, hout,                                      | -                   | Ook wel Jagers burg, Jaegersburg, Jägersburg |
| Jagtlust                 | Suriname               | koffie, katoen, cacao                             | ca. 1735            | |
| Jodensavanne             | Cassiporakreek         | suikerriet                                        | ca. 1640            | Autonome Joodse nederzetting |
| Klein Amsterdam          | Suriname               | hout                                              | -                   | |
| Klein Curaçao            | Suriname               | koffie, katoen                                    | -                   | Ook gespeld Klein Kuracau, Klein Curacao |
| Kwatta                   | Suriname               | cacao                                             | -                   | |
| Laarwijk                 | Suriname               | suikerriet, koffie, cacao, citrus, banaan         | 1747                | |
| Landsgrond               | Suriname               | onbekend                                          |                     | Overheidsplantage, met familienamen in 1863 |
| La Bonne Amitié          | Parakreek              | kostgrond                                         | -                   | |
| La Diligence             | Suriname               | hout                                              | -                   | Ook wel La Diligenza, in Sranan Tongo: Musé-Hendriki |
| La Liberté               | Coropinakreek          | koffie, katoen, hout                              | -                   | In 1827 bij plantage Valkenburg |
| La Liberté               | Suriname               | suikerriet                                        | -                   | |
| La Paix                  | Pauluskreek            | -                                                 | -                   | |
| La Rencontre             | Suriname               | suikerriet                                        | -                   | In Sranan Tongo: Larikondre |
| La Ressource             | Suriname               | suikerriet                                        | -                   | |
| Leonsberg                | Suriname               | koffie, cacao                                     | 1819                | |
| Livorno                  | Suriname               | suikerriet                                        | -                   | Ook wel Woudvliet, in Sranan Tongo: Wovriti |
| Loefbeek                 | Parakreek              | koffie, suiker, kostgrond                         | 1708                | Ook wel Loefvenburg, verlaten in 1835 |
| Lust en Rust             | Suriname               | koffie, cacao, banaan, rijst                      | 1735                | In Sranan Tongo: Scherpin |
| Maagdenburg              | Suriname               | suikerriet                                        | -                   | Ook wel Maagdeburg |
| Ma Retraite              | Boomskreek             | koffie, suiker, cacao-                            | -                   | |
| Ma Retraite              | Parakreek              | hout                                              | -                   | |
| Meerzorg                 | Suriname               | koffie, suikerriet, rubber, rijst, cacao          | 1693                | |
| Merveille                | Suriname               | suikerriet                                        | -                   | In Sranan Tongo: Adjaka |
| Mopentibo                | Suriname               | suikerriet, koffie                                | tussen 1651 en 1660 | |
| Nieuwgrond van Leysner   | Suriname               | kweekgrond                                        | -                   | Ook wel Nieuwe Grond Leysner |
| Nieuw Weergevonden       | Suriname               | hout, kweekgrond                                  | -                   | In Sranan Tongo: Leysnari Boiti |
| Nieuw Weergevonden       | Surnaukreek            | koffie                                            | -                   | In Sranan Tongo: Mapaisi |
| Onoribo                  | Suriname               | suikerriet, hout                                  | 1699                | In Sranan Tongo: Dan |
| Ornamibo                 | Parakreek              | suikerriet, hout                                  | -                   | |
| Osembo                   | Parakreek              | hout                                              | -                   | Ook gespeld Ossembo |
| Onverdacht               | Parakreek              | cacao, hout, later koffie                         | -                   | In Sranan Tongo: Le Chau |
| Onverwacht               | Hooikreek              | tabak, hout                                       | -                   | Ook wel Onverwagt, in Sranan Tongo: Bose |
| Onverwacht & Duisburg    | Kanaal van Poelepantje | hout                                              | -                   | Zie ook Duisburg |
| Oranje                   | Parakreek              | hout                                              | -                   | Ook wel Orange |
| Overbrug                 | Suriname               | suikerriet, hout                                  | -                   | Ook wel Overbrugh |
| Overtoom                 | Parakreek              | hout                                              | -                   | In Sranan Tongo: Juran |
| Palmeneribo              | Suriname               | suikerriet, later hout                            | 17e eeuw            | |
| Petersburg               | Suriname               | suikerriet                                        | -                   | Ook wel Pietersburg |
| La Prosperité            | Coropinakreek          | hout                                              | 1737                | Tegenwoordig bekend als recreatieoord Bersaba |
| La Providence            | Suriname               | -                                                 | 1684                | Gesticht door de Labadisten, heeft niet lang bestaan. |
| La Simplicité            | Suriname               | koffie, katoen, suiker, kostgrond                 |                     | In Sranan Tongo: Varenhorsu |
| Porto-Bello en Pina-Pina | Suriname               | hout                                              | -                   | Aan Plantage de Drie Gebroeders (1831) |
| Portorico                | Suriname               | -                                                 | -                   | Ook gespeld Porto Rico |
| Puttenzorg               | Pauluskreek            | -                                                 | -                   | Ook gespeld Puttensorg |
| Quamabo                  | Suriname               | hout                                              | -                   | Ook gespeld Quamaboe |
| Rac à Rac                | Suriname               | suikerriet                                        | -                   | Ook gespeld Rak a Rak, in Sranan Tongo: Bigi-Rakraki |
| Rainville                | Suriname               | -                                                 | -                   | In Sranan Tongo: Mandra Soesma. Thans een stadsresort. |
| Remoncourt               | Suriname               | hout                                              | -                   | Ook wel gespeld Remoncour |
| Rorac                    | Suriname               | suikerriet, cacao, maïs, rijst                    | -                   | Ook wel Roorak, Ro-Rack |
| Roode Bank               | Suriname               | -                                                 | -                   | Ook wel Roodebank |
| Salem                    | Cassiporakreek         | hout                                              | -                   | |
| Sint Barbara             | Suriname               | suikerriet, koffie                                | -                   | Ook wel Santa Barbara, in Sranan Tongo: Baroeba-Komise |
| Sint Eustatius           | Suriname               | suikerriet                                        | -                   | Ook wel Eustachius, in Sranan Tongo Babun |
| Schoonoord               | Hooikreek              | suikerriet, cacao, koffie                         | 1702                | |
| Smalkalden               | Suriname               | -                                                 | -                   | |
| Surimombo                | Suriname               | hout                                              | -                   | Ook wel Surimonbo |
| Suzanna's Daal           | Suriname               | koffie, suikerriet, cacao, banaan, rubber         | -                   | In Sranan Tongo: Musersi |
| Toevlugt                 | Suriname               | suikerriet, hout                                  | -                   | In Sranan Tongo: Tuvrutu |
| Toledo                   | Suriname               | koffie, suikerriet, cacao                         | -                   | In Sranan Tongo: Bigi Bon |
| Tout Lui Faut            | Suriname               | suikerriet, koffie, cacao                         | ca. 1700            | In Sranan Tongo: Tilifo. Nu raffinaderij van Staatsolie Maatschappij Suriname                                                                              |
| 't Ylant                 | Pauluskreek            | suikerriet                                        | -                   | Ook gespeld Het IJland, Het Yland, 't Eyland of Eyland |
| Victoria                 | Suriname               | hout, kaneel, kruidnagel, palmolie                | voor 1737           | |
| Vredenslust              | Suriname               | kostgrond                                         | -                   | Ook wel Vreedenslust, voorheen Kleine-Staf-Arons. Kweekgrond (1827) / Kostgrond (1863) aan Pad van Wanica                                                  |
| Uitvlugt                 | Suriname               | hout                                              | -                   | Rijweg naar Kwatta |
| Vaderzorg                | Suriname               | kostgrond                                         | -                   | Rijweg naar Kwatta. Ook wel gespeld Vaderszorg |
| Valkenburg               | Coropinakreek          | hout                                              | -                   | |
| Vierkinderen             | Tawaycoerakreek        | hout, suikerriet                                  | -                   | |
| Voorburg                 | Suriname               | suikerriet, cacao, koffie, banaan, rubber, citrus | 1743                | In Sranan Tongo: Santigron |
| Vredenburg               | Parakreek              | suikerriet                                        | -                   | Ook wel Vreedenburg |
| Vreeland                 | Suriname               | suikerriet                                        | -                   | |
| Welgedacht               | Suriname               | hout                                              | -                   | Aan Pad van Wanica |
| Waterland                | Suriname               | suikerriet                                        | -                   | In 1827 samengevoegd met koffieplantage Adrichem tot Waterland en Adrichem                                                                                 |
| Watervliet               | Suriname               | koffie                                            | -                   | Ook gespeld Watervlied |
| Weglooperskamp           | Suriname               | zie opmerking                                     | -                   | Genummerd I, II en III; feitelijk geen plantages, maar in 1863 wel registratie familienamen. Zie ook Brooskampers, Rorac                                   |
| Weltevreden              | Suriname               | hout                                              | -                   | |
| Willemsburg              | Parakreek              | hout                                              | -                   | |
| Wolfenbüttel             | Suriname               | koffie, hout                                      | voor 1737           | |
| Zorg en Hoop             | Kanaal van Poelepantje | indigo                                            | -                   | In Sranan Tongo: Braaugron |

## In het stroomgebied van deCommewijnerivier
| Plantage                      | Rivier                       | Type product                                              | Oprichting          | Opmerking                                                                                               |
| ----------------------------- | ---------------------------- | --------------------------------------------------------- | ------------------- | --- |
| Adrichem                      | Matapicakreek                | koffie, cacao, katoen                                     | -                   | In Sranan Tongo: Fiskari of Heide                                                                       |
| A la bonne heure              | Commewijne                   | koffie, suikerriet, indigo                                | ca. 1745            | |
| Amsterdam                     | Pericakreek                  | koffie                                                    | -                   | In 1842 reeds verlaten, in 1905 terug in boezem domein                                                  |
| Anna's Burg                   | Cottica                      | koffie                                                    | -                   | Ook gespeld Annasburg, in Sranan Tongo: Van-der-Mei. EBG zendingspost.                                  |
| Anna's Rust                   | Tapoeripakreek               | koffie, katoen                                            | -                   | |
| Anna's Zorg                   | Warappakreek                 | koffie, katoen                                            | -                   | In Sranan Tongo: Goedoefrouw. In 1851 EBG post, in 1880 Domeingrond                                     |
| Akkerboom                     | Commewijne                   | koffie                                                    | 1745                | |
| Alliance                      | Matapicakreek                | suikerriet, citrus                                        | 1752                | Alliantie van negen plantages                                                                           |
| Alkmaar                       | Commewijne                   | koffie, cacao, suikerriet, rijst, bananen                 | 1745                | |
| Andreesgift                   | Commewijne                   | suikerriet                                                | ca. 1737            | |
| Arendsrust                    | Boven-Commewijne             | suikerriet                                                | -                   | Ook gespeld: Arentsrust                                                                                 |
| Badenstein                    | Warappakreek                 | katoen, koffie                                            | -                   | In Sranan Tongo: Voogtu of Vaku                                                                         |
| Barbados                      | Warappakreek                 | koffie                                                    | 1753                | |
| Bel-air                       | Pericakreek                  | -                                                         | -                   | Ook wel Belair, militaire post met hospitaaltje                                                         |
| Beekenhorst                   | Commewijne                   | koffie                                                    | ca. 1750            | Integreerde kleine plantage La Favorita en Byval                                                        |
| Beninenburg                   | Commewijne                   | koffie                                                    | 1745                | |
| Berlijn                       | Commewijne                   | koffie, suikerriet, cacao                                 | 1748                | In Sranan Tongo: Bareen                                                                                 |
| Bethlehem                     | Boven-Commewijne             | koffie                                                    | -                   | Opstand in 1750                                                                                         |
| Blakkreek                     | Commewijne                   | -                                                         | -                   | Ook wel Blackkreeck                                                                                     |
| Bockensteyn                   | Cottica                      | -                                                         | -                   | Ook gespeld Bockestyn, Bokkensteyn, Bokkenstein                                                         |
| Boksweide                     | Tapoeripakreek               | katoen, koffie, suikerriet                                | -                   | Ook wel Boxweide, na 1830 Boksweide en Berthoudslust                                                    |
| Breda                         | Tapoeripakreek               | katoen, koffie                                            | -                   | In Sranan Tongo: Lobrekie                                                                               |
| Bremen                        | Warappakreek                 | katoen, koffie                                            | -                   | |
| Breukelerwaard                | Kraskreek                    | suikerriet, diversen                                      | -                   | Ook gespeld: Breukelerwaert, Breukelwaart, in Sranan Tongo: Bigi-Kuderki, Brokwaarsi                    |
| Broedershoop                  | Warappakreek                 | katoen, koffie                                            | -                   | |
| Brouwerslust                  | Commewijne                   | koffie, cacao                                             | 1745                | |
| Bruinendaal                   | Matapicakreek                | koffie                                                    | -                   | Ook gespeld Bruinendal, Bruynendaal, in Sranan Tongo: Pardo                                             |
| Buitenrust                    | Commewijne                   | koffie                                                    | -                   | |
| Buys Lust                     | Orleane                      | koffie, katoen                                            | -                   | |
| Campenburg                    | Cottica                      | koffie, cacao, katoen, banaan                             | 1745                | |
| Cannewapibo                   | Commewijne                   | suikerriet, rubber                                        | voor 1686           | Ook gespeld: Cannawapibo, Cannewappibo, in Sranan Tongo: Snijman                                        |
| Capoerica                     | Pericakreek                  | -                                                         | -                   | |
| Clarenbeek                    | Commewijne                   | suikerriet                                                | -                   | |
| Cliffort-Kokshoven            | Warappakreek                 | koffie, katoen                                            | -                   | Kokshoven is ook wel gespeld als Kockshoven of Kocqshoven                                               |
| Concordia                     | Commewijne                   | suikerriet                                                | -                   | |
| Constantia                    | Matapicakreek                | koffie                                                    | -                   | |
| Copie                         | Cassewinicakreek             | hout                                                      | -                   | Ook wel: Copi                                                                                           |
| Courcabo                      | Commewijne                   | suikerriet                                                | 1665                | Later Stolkertsijver                                                                                    |
| Courtvlugt                    | Cottica                      | koffie                                                    | -                   | Ook wel Coertvlucht                                                                                     |
| De Alyda                      | Cottica                      | suikerriet                                                | -                   | Ook gespeld (De) Alijda                                                                                 |
| Echtenrots                    | Warappakreek                 | koffie, katoen                                            | -                   | Ook wel Echtensrotz, Echten Rots                                                                        |
| Dageraad                      | Commetewanekreek             | suikerriet                                                | -                   | Samen met Land van Dageraad (Cassewinicakreek)                                                          |
| L'Espérance                   | Commewijne                   | suikerriet                                                | -                   | Ook militaire post                                                                                      |
| De Dageraad                   | Motkreek                     | katoen                                                    | 1789                | Dubbelplantage De Dageraad en De Dankbaarheid                                                           |
| Drie Gebroeders               | Cassewinicakreek             | -                                                         | -                   | Verlaten plantage (1819)                                                                                |
| Drie Gebroeders               | Motkreek                     | -                                                         | -                   | |
| De Goede Vriendschap          | Commewijne                   | suikerriet, koffie, katoen, cacao, citrus, banaan, rijst  | ca. 1745            | In Sranan Tongo: Zon                                                                                    |
| De Hoop                       | Pericakreek                  | -                                                         | -                   | |
| De Vrede                      | Cottica                      | koffie                                                    | -                   | Ook gespeld De Vreede                                                                                   |
| De Vreede                     | Tempatikreek                 | -                                                         | -                   | |
| Des Tombesburg                | Commewijne                   | suikerriet                                                | -                   | In 1737 heette de plantage nog Nieuw-Accaribo                                                           |
| Dordrecht                     | Commewijne                   | koffie, cacao                                             | 1735                | |
| Driesveld                     | Tapoeripakreek               | katoen, koffie                                            | -                   | |
| Eendracht                     | Commetewanekreek             | suikerriet                                                | -                   | Eerdere namen: Castanienboom, Augustenburg en Dageraad                                                  |
| Ephrata                       | Cottica                      | suikerriet                                                | -                   | Ook bekend als Ephrata en Lemmerskamp of Euphratha                                                      |
| Elisabeth's Hoop              | Commewijne                   | koffie, cacao, bananen, mais, rijst                       | 1745                | Ook gespeld: Elizabetshoop, In Sranan Tongo: Krin-Hansi, Kreansi                                        |
| Ellen                         | Commewijne                   | koffie, suikerriet                                        | 1745                | Voorheen Nooytgedacht of Nooit Gedagt, in Sranan Tongo: Troton                                          |
| Einde Rust                    | Commewijne                   | koffie, cacao                                             | 1750                | Samen met Lust tot Rust behoorde deze tot Rust en Werk                                                  |
| Esthersrust                   | Warappakreek                 | koffie, katoen                                            | -                   | In Sranan Tongo: Schasi                                                                                 |
| Fairfield                     | Boven-Commewijne             | suikerriet                                                | -                   | In Sranan Tongo: Mac-Intosu                                                                             |
| Fauquemberg                   | Commewijne                   | suikerriet                                                | -                   | Oude naam: Don Burg; tussen 1737 en 1770 verkocht en hernoemd Fauquemberque / Fauquemberg               |
| Fortuin                       | Commetewanekreek             | suikerriet                                                | 1745                | Ook wel Het Fortuin, Fortuyn. In Sranan Tongo: Baki                                                     |
| Frederiksburg                 | Commewijne                   | koffie, suikerriet, cacao, banaan                         | 1747                | |
| Frederiksdorp                 | Commewijne                   | koffie, katoen, cacao, sinaasappel                        | 1745                | In Sranan Tongo: Knoffroe (van Knöffel)                                                                 |
| Frederikslust                 | Warappakreek                 | koffie, katoen                                            | 1758                | |
| Geertruidenberg               | Commewijne                   | koffie, cacao                                             | 1745                | In Sranan Tongo: Brun                                                                                   |
| Goed Accoord                  | Commewijne                   | -                                                         | -                   | |
| Goede Verwagting              | Motkreek                     | koffie                                                    | -                   | Ook gespeld De Goede Verwachting                                                                        |
| De Goudmijn                   | Commewijne                   | suikerriet                                                | -                   | Ook wel: Goudmyn. In Sranan Tongo: Schasi                                                               |
| Gouverneurslust               | Cassewinicakreek             | -                                                         | -                   | Vanaf 1789 ook wel Rehoboth of Rehopoth. Hoofdpost cordonpad, gouvernementsveeplaats                    |
| 's Gravenhage                 | Pericakreek                  | koffie                                                    | -                   | militaire post 's Hage?                                                                                 |
| Groningen                     | Tapoeripakreek               | katoen, koffie                                            | -                   | In Sranan Tongo: Linkie                                                                                 |
| Groot Cuylenburg              | Cottica                      | koffie                                                    | -                   | In Sranan Tongo: Vandra, Vandraki                                                                       |
| Groot Marseille               | Cottica                      | suikerriet                                                | -                   | In Sranan Tongo: Jakubi                                                                                 |
| Guadeloupe                    | Commewijne                   | koffie, cacao                                             | ca. 1745            | |
| Halle in Saxen                | Wayamoekreek                 | koffie                                                    | -                   | |
| Hazard                        | Commewijne                   | koffie, suikerriet                                        | -                   | Ook gespeld Hasard, in Sranan Tongo: Owsan                                                              |
| Hecht en Sterk                | Commewijne                   | koffie                                                    | 1747                | |
| Herstelling                   | Warappakreek                 | katoen, koffie                                            | -                   | Ook wel: De Herstelling (Warappakanaal)                                                                 |
| Hooyland                      | Hooikreek                    | suikerriet                                                | 1745                | In Sranan Tongo: Di Hooi                                                                                |
| Hope                          | Commewijne                   | katoen                                                    | -                   | |
| Ijvershoop                    | Wayamoekreek                 | koffie                                                    | -                   | |
| Johan Margaretha              | Commewijne                   | koffie, suikerriet, cacao                                 | -                   | Aanvankelijk Johan en Margaretha, in Sranan Tongo: Kerkigron                                            |
| Johanna Margaretha            | Warappakreek                 | koffie, katoen                                            | -                   | Ook bekend als Johanna Maria                                                                            |
| Johannesburg                  | Commewijne                   | koffie, katoen                                            | ca. 1745            | |
| Jukemombo                     | Commewijne                   | koffie, katoen                                            | -                   | Ook wel Jokkemombo, Jukemonbo, Jukkemombo, Jukonombo                                                    |
| Katwijk                       | Commewijne                   | koffie, cacao, citrusvruchten                             | 1746                | Ook wel Catwyk, Katwyk. In Sranan Tongo: Juliansi of Van-Meeri                                          |
| Kerkshoven                    | Warappakreek                 | koffie, katoen                                            | -                   | In Sranan Tongo: Apkerki                                                                                |
| Killenstein                   | Commewijne                   | koffie, katoen, cacao, banaan                             | ca. 1745            | |
| Klein Bellevue                | Commewijne                   | koffie                                                    | ca. 1747            | Ook gespeld Klynbellevue                                                                                |
| Klein Gelderland              | Matapicakreek                | koffie, katoen                                            | -                   | Overgegaan in plantage Klein Westphalenshoop                                                            |
| Klein Jalousie                | Wayamoekreek                 | koffie                                                    | -                   | |
| Kleinhoop                     | Cottica                      | suikerriet                                                | -                   | In Sranan Tongo: Wolfu                                                                                  |
| Kleinslust                    | Tapoeripakreek               | koffie, katoen, suiker                                    | -                   | |
| Kocksdam                      | Warappakreek                 | -                                                         | -                   | |
| Kokswoud                      | Pericakreek                  | koffie                                                    | -                   | |
| Kortevreugd en Kleinshoven    | Matapicakreek                | koffie, katoen                                            | -                   | Ook wel Korte Vreugd en Kleinshaven                                                                     |
| Kroonenburg                   | Commewijne                   | koffie, suikerriet, cacao, citrus                         | ca. 1745            | In Sranan Tongo: Van-Son of Domini                                                                      |
| La Jalousie                   | Kraskreek                    | suikerriet                                                | -                   | Ook wel La Jalouzie, in Sranan Tongo: Patra (van Pater)                                                 |
| La Paix                       | Cottica                      | suikerriet                                                | -                   | |
| La Singularité                | Commewijne                   | koffie, suikerriet                                        | ca. 1747            | |
| La Soletude                   | Commetewanekreek             | suikerriet                                                | -                   | |
| La Tourtonne                  | Boomskreek                   | koffie, cacao                                             | -                   | In Sranan Tongo: Kokonasi, Kokonassi                                                                    |
| L'Embarras                    | Commewijne                   | koffie, katoen                                            | -                   | |
| L'Hermitage                   | Tamapatikreek                | cacao                                                     | -                   | Ook wel Heremitage, verlaten in 1770                                                                    |
| Leliëndaal                    | Commewijne                   | koffie                                                    | 1744                | In Sranan Tongo Adewin. EBG zendingspost.                                                               |
| Leverpoel                     | Cottica                      | koffie, katoen                                            | -                   | Ook wel Liverpool en Leeverpoel                                                                         |
| Lustrijk                      | Commewijne                   | koffie                                                    | ca. 1700            | |
| Lunenberg                     | Cottica                      | suikerriet                                                | -                   | Ook wel Lunenburg. In Sranan Tongo: Peili                                                               |
| Lust tot Rust                 | Commewijne                   | koffie, cacao                                             | 1750                | Samen met Einde Rust behoorde deze tot Rust en Werk                                                     |
| Ma Retraite                   | Orleane                      | koffie, katoen                                            | -                   | |
| Maasstroom                    | Commewijne                   | koffie, cacao, banaan, rijst, sukade                      | -                   | |
| Maria Petronella              | Warappakreek                 | koffie, katoen                                            | 1754                | |
| Mariënbosch                   | Commewijne                   | koffie, cacao, bananen, rijst                             | 1747                | Op Landgoed Groot Mariënbosch                                                                           |
| Mariënburg                    | Commewijne                   | suikerriet, koffie, melasse                               | 1745                | In Sranan Tongo: Di Hooy. Vanaf 1882 produceerde de suikerfabriek ook rum.                              |
| Mariëndaal                    | Orleane                      | koffie, katoen                                            | -                   | |
| Moed en Kommer                | Warappakreek                 | katoen, koffie                                            | -                   | In Sranan Tongo: Korku                                                                                  |
| Molhoop                       | Cottica                      | katoen, koffie, suikerriet                                | -                   | Ook wel: Mollenhoop, Mollenburg, in Sranan Tongo: Varan                                                 |
| Mon Bijou                     | Cottica                      | suikerriet, koffie, cacao                                 | -                   | Ook gespeld als Mon Bijoux, Mon Byjou                                                                   |
| Mon Désir (Motkreek)          | Motkreek                     | koffie, katoen                                            | -                   | Ook gespeld Mon Desir, Mondesier                                                                        |
| Mon Désir (Cottica)           | Cottica                      | koffie                                                    | -                   | |
| Mon Souci                     | Cottica                      | koffie, katoen, suikerriet, bananen, cacao                | 1745                | Voorheen genaamd Koksburg. In Sranan Tongo: Pikien Storkoe                                              |
| Mon Trésor                    | Commewijne                   | koffie, rubber                                            | -                   | In Sranan Tongo: Pikontu                                                                                |
| Monnikendam                   | Motkreek                     | koffie                                                    | -                   | Ook gespeld Monnikkendam, Monnickendam, Munnikendam, Munnikkendam. In Sranan Tongo Heemskerki, Basbergi |
| Montpellier                   | Orleane                      | koffie, katoen                                            | -                   | Militaire post (Cordon van Defensie)                                                                    |
| Naaldwijk                     | Motkreek                     | koffie, katoen                                            | -                   | |
| Nieuwgrond                    | Commewijne                   | koffie, katoen                                            | -                   | Ook gespeld Nieuwe Grond. In 1858 werkten de slaafgemaakten van Nieuwgrond op plantage Sardam.          |
| Nieuw Levant                  | Cottica                      | koffie                                                    | -                   | |
| Nieuw Mocha                   | Cottica                      | koffie                                                    | 1737                | Thans gespeld Niew Mocha                                                                                |
| Nieuw Mocha (Tweede)          | Cottica                      | koffie                                                    | -                   | Ook wel Tweede Mocha (aan de Cottica)                                                                   |
| Nieuw Roosenbeeck             | Commewijne                   | -                                                         | -                   | Ook gespeld Nieuwe Rozenbeek, Nieuw Rosenbeek en Nieuw Roosenbeek                                       |
| Nieuw Timotibo                | Pericakreek                  | suikerriet                                                | -                   | |
| Nieuw Hoop                    | Commewijne                   | suikerriet                                                | -                   | |
| Nieuw-Meerzorg                | Matapicakreek                | koffie, katoen-                                           | -                   | In Sranan Tongo: Yakopu                                                                                 |
| Nieuwzorg                     | Commetewanekreek             | suikerriet, hout                                          | 1683                | |
| De Nieuwe Grond               | Commewijne                   | koffie, cacao, katoen, bananen                            | ca. 1745            | |
| Nut en Schadelijk             | Commewijne                   | koffie                                                    | ca. 1745            | |
| Nijd en Spijt                 | Commewijne                   | koffie                                                    | -                   | In Sranan Tongo: Spijtie of Granie                                                                      |
| Oosterhuizen                  | Commetewanekreek             | suikerriet                                                | -                   | Ook wel Oosterhuysen                                                                                    |
| Oranibo                       | Boven-Commewijne             | suikerriet                                                | voor 1737           | |
| Ostage                        | Commewijne                   | suikerriet                                                | -                   | |
| Patientie                     | Cottica                      | -                                                         | -                   | Ook wel Patience, Chirurgijns Etablissement                                                             |
| Penoribo                      | Commewijne                   | suikerriet                                                | -                   | |
| Pérou                         | Cottica                      | suikerriet                                                | -                   | |
| Poelwijk                      | Pericakreek                  | suikerriet                                                | -                   | In Sranan Tongo: Bekri (van Bekker)                                                                     |
| Ponthieu                      | Warappakreek                 | koffie, katoen                                            | -                   | |
| Picardië                      | Commewijne                   | koffie, suikerriet                                        | 1747                | In Sranan Tongo: Pikantri                                                                               |
| Peperpot                      | Commewijne                   | tabak, cacao, koffie, katoen                              | tussen 1651 en 1660 | In Sranan Tongo: Peprépatu                                                                              |
| Pieterszorg                   | Commewijne                   | suikerriet, cacao, koffie                                 | ca. 1737            | Ook wel Pieterzorg, in Sranan Tongo: Parwa                                                              |
| Potribo                       | Commewijne                   | suikerriet                                                | -                   | In Sranan Tongo: Guyaka                                                                                 |
| Purmerend                     | Commewijne                   | koffie                                                    | 1747                | In Sranan Tongo: Mouritie, later Verwerie                                                               |
| Quapibo                       | Cassewinicakreek             | suiker, hout                                              | -                   | |
| Reijnsdorp                    | Warappakreek & Matapicakreek | koffie, cacao, banaan, vis, citrus, aardvruchten, rijst   | 1744                | Ook gespeld Reynsdorp. In Sranan Tongo: Pikin-Baki, Bakkie                                              |
| Reijnsfort                    | Warappakreek                 | koffie, katoen                                            | 1742                | |
| Rijnberk                      | Commewijne                   | koffie, banaan, cacao, citrus, graan, rijst, aardvruchten | ca. 1745            | |
| Roosenbeek                    | Commewijne                   | -                                                         | -                   | Ook wel gespeld als Roosenbeeck                                                                         |
| Roosenburg                    | Commewijne                   | suikerriet                                                | -                   | Ook gespeld Roozenburg, Rozenburg, Rosenburg, in Sranan Tongo: Sandiki                                  |
| Rotterdam                     | Cottica                      | koffie, katoen                                            | -                   | Stond in 1737 nog bekend als Riddersburg                                                                |
| Rust en Werk                  | Commewijne                   | koffie, cacao, suikerriet, tilapia, garnalen              | 1750                | EBG zendingspost                                                                                        |
| Rustenburg (Commewijnerivier) | Boven-Commewijne             | katoen, koffie                                            | -                   | |
| Rustenburg (Perica)           | Pericakreek                  | suikerriet                                                | -                   | In Sranan Tongo: Sati                                                                                   |
| Sans Souci                    | Orleane                      | cacao, koffie                                             | -                   | Ook gespeld Sansouci                                                                                    |
| Saltzhalen                    | Commewijne                   | koffie                                                    | voor 1714           | Ook gespeld Salzhalen, Saltshalen, Saltzdahlen, Saltzdahl                                               |
| Saphir                        | Commewijne                   | koffie                                                    | 1747                | |
| Sardam                        | Cottica                      | suikerriet                                                | -                   | In Sranan Tongo: Friti                                                                                  |
| Schaapstede                   | Commewijne                   | koffie, cacao, banaan, citrus, graan, rijst               | ca. 1745            | In Sranan Tongo: Schapu (van Schaap)                                                                    |
| Schatsenburg                  | Commewijne                   | -                                                         | -                   | Ook wel Schassenburg                                                                                    |
| Scheveningen                  | Wayamoekreek                 | koffie                                                    | -                   | In Sranan Tongo: Skeefnen                                                                               |
| Sinabo en Gelre               | Commetewanekreek             | suikerriet, koffie, katoen                                | voor 1686           | Sinabo heette in Sranan Tongo: Ganda of Granda. In 1770 reeds samen aangekocht.                         |
| Siparipabo                    | Commewijne                   | suikerriet                                                | 1678                | |
| Slootwijk                     | Commewijne                   | suikerriet, rubber, koffie, banaan, rijst                 | 1686                | |
| Souburgh                      | Cottica                      | koffie, katoen                                            | -                   | |
| Sommelsdijk                   | Commewijne                   | -                                                         | -                   | dokterspost en militaire post, later EBG zendingspost. In Sranan Tongo: Arnitri (Herrnhutter)           |
| Sorgvliet                     | Commewijne                   | koffie, cacao, banaan, rijst, citrus                      | 1745                | In Sranan Tongo: Domini (van dominee Phaff) of Kruruku                                                  |
| Soribo                        | Pericakreek                  | suikerriet                                                | -                   | |
| Spieringshoek                 | Commewijne                   | koffie, later katoen, cacao, banaan                       | 1745                | Nog in gebruik                                                                                          |
| Stolkersvlijt                 | Orleane                      | koffie, katoen                                            | -                   | Ook wel Stolkertsvlijt                                                                                  |
| Stolkwijk                     | Motkreek                     | koffie, katoen                                            | -                   | Ook wel Stolkertsburg, in Sranan Tongo: Storkoe                                                         |
| Suidwijn                      | Cottica                      | suikerriet                                                | ca. 1700            | Ook gespeld Zuydwijn, Suidwyn                                                                           |
| Toevlugt                      | Motkreek                     | koffie, katoen                                            | -                   | Ook gespeld Toevlucht                                                                                   |
| Twee Gebroeders               | Motkreek                     | koffie, katoen                                            | -                   | |
| Twijfelachtig                 | Cottica                      | koffie                                                    | -                   | |
| Tyronne                       | Commewijne                   | koffie                                                    | 1745                | In 1838 aan Spieringshoek                                                                               |
| Va comme je te pousse         | Cottica                      | koffie                                                    | -                   | Ook gespeld Vacomjetepousse                                                                             |
| Venlo                         | Commewijne                   | koffie                                                    | -                   | Ook gespeld Venloo                                                                                      |
| Vergenoegd                    | Commewijne                   | -                                                         | -                   | Etablissement Vergenoegd                                                                                |
| 't Vertrouwen                 | Cottica                      | suikerriet, cacao, bananen, koffie                        | ca. 1745            | In Sranan Tongo: Tonée (van Taunay)                                                                     |
| Visserszorg                   | Commewijne                   | koffie, suikerriet, cacao, citrus                         | 1743                | |
| Vlammenburg                   | Commewijne                   | suikerriet                                                | -                   | Ook gespeld Vlamenburg, in Sranan Tongo: Vlan. Militaire post                                           |
| Vlugt en Trouw                | Cottica                      | koffie                                                    | -                   | |
| Vossenburg                    | Commewijne                   | suikerriet, koffie                                        | -                   | In Sranan Tongo: Mosika-de-Vru                                                                          |
| Vriendsbeleid en Ouderzorg    | Commewijne                   | koffie, katoen, cacao, banaan                             | 1714                | |
| Vrieshoop                     | Orleane                      | koffie, katoen                                            | -                   | |
| Wayamoe                       | Wayamoekreek                 | koffie                                                    | -                   | Ook gespeld Wajamoe                                                                                     |
| Wayampibo                     | Commewijne                   | suikerriet                                                | -                   | Ook wel Wajampobo                                                                                       |
| Wederzorg                     | Commewijne                   | koffie, katoen, cacao, banaan, rijst                      | -                   | In Sranan Tongo: Koeroenkan (van Kuhlenkamp)                                                            |
| Welbedacht                    | Commetewanekreek             | suikerriet                                                | -                   | Ook gespeld Welbedagt                                                                                   |
| Welgelegen                    | Commewijne                   | koffie, katoen, cacao, rijst                              | 1745                | |
| Welgevallen                   | Commewijne                   | koffie                                                    | ca. 1747            | |
| Weltevreden                   | Commewijne                   | koffie, cacao, banaan, citrus                             | 1745                | |
| Wilkensrust                   | Motkreek                     | katoen                                                    | -                   | Ook wel Wilkenslust, in Sranan Tongo: Wilkensi                                                          |
| Wolffs Capoerica              | Pericakreek                  | suikerriet                                                | -                   | Ook gespeld Wolffs Capourica, in Sranan Tongo: Kapruka                                                  |
| Zeewijk                       | Motkreek                     | koffie, katoen                                            | -                   | |
| Zeezigt                       | Motkreek                     | koffie, katoen                                            | -                   | In Sranan Tongo: Baki                                                                                   |
| Zoelen                        | Commewijne                   | koffie                                                    | 1749                | |
| Zorg en Hoop                  | Matapicakreek                | katoen                                                    | -                   | In Sranan Tongo: Santigron                                                                              |
| Zorg en Hoop                  | Beneden-Commewijne           | koffie, suikerriet, cacao                                 | ca. 1747            | In Sranan Tongo: Pichotu                                                                                |

## In het stroomgebied van deSaramaccarivier
| Plantage                     | Rivier               | Type product                     | Oprichting | Opmerking                                                                                       |
| ---------------------------- | -------------------- | -------------------------------- | ---------- | ----------------------------------------------------------------------------------------------- |
| Anna-Maria                   | Saramacca            | koffie                           | -          |                                                                                                 |
| Bethune                      | Saramacca            | -                                | -          |                                                                                                 |
| Bombay                       | Saramacca            | -                                | -          |                                                                                                 |
| Boston                       | Saramacca            | hout                             | -          |                                                                                                 |
| Calcutta                     | Saramacca            | -                                | -          |                                                                                                 |
| Caledonia                    | Saramacca            | koffie, cacao                    | -          | Ook wel Caledonië, Calledonia                                                                   |
| Catharina Sophia             | Saramacca            | suikerriet, koffie, cacao, rijst | 1797       | EBG zendingspost. In 1844 suikerfabriek.                                                        |
| Concordia en een Kwart Lot   | Saramacca            | suikerriet, koffie               | -          | Ook wel Concordia                                                                               |
| De Eendragt                  | Saramacca            | koffie                           | -          | In Sranan Tongo: Brangron                                                                       |
| De Goede Verwagting          | Beneden-Saramacca    | -                                | -          |                                                                                                 |
| De Goede Verwagting (kanaal) | Kanaal van Saramacca | -                                | -          |                                                                                                 |
| De Herstelling               | Saramacca            | koffie, cacao                    | -          |                                                                                                 |
| De Vier Hendrikken           | Saramacca            | hout                             | -          |                                                                                                 |
| Frankfort                    | Saramacca            | -                                | -          |                                                                                                 |
| Gruttie                      | Saramacca            | hout                             | -          |                                                                                                 |
| Haarlem                      | Saramacca            | hout                             | -          |                                                                                                 |
| Hamburg                      | Beneden-Saramacca    | suikerriet                       | -          |                                                                                                 |
| Hildesheim                   | Saramacca            | koffie, katoen                   | -          |                                                                                                 |
| Huwelijkszorg                | Saramacca            | Koffie, katoen, cacao            | -          | In Sranan Tongo: Sorgferti of Borgfelti                                                         |
| Johanna Catharina            | Saramacca            | koffie, cacao, suikerriet        | -          |                                                                                                 |
| Johanna Petronella           | Saramacca            | hout                             | -          |                                                                                                 |
| Judashoop                    | Saramacca            | -                                | -          |                                                                                                 |
| Kent                         | Saramacca            | koffie, katoen, suikerriet       | -          |                                                                                                 |
| Mijn Vermaak                 | Saramacca            | koffie                           | -          |                                                                                                 |
| La Nouvelle Entreprise       | Saramacca            | hout                             | -          |                                                                                                 |
| La Prévoyance                | Saramacca            | koffie                           | -          | Ook wel gespeld La Provoyance                                                                   |
| La Ressource                 | Saramacca            | hout                             | -          |                                                                                                 |
| Margaretha's Gift            | Saramacca            | koffie, cacao                    | -          |                                                                                                 |
| Morgenster                   | Saramacca            | koffie                           | -          | Ook wel Morgenstar, in Sranan Tongo: Lysnari                                                    |
| Nooit Gedacht                | Wanicakreek          | hout                             | -          | Ook wel Nooit Gedacht en Karelsburg                                                             |
| Sara Maria                   | Saramacca            | -                                | -          |                                                                                                 |
| Toevlugt                     | Saramacca            | hout                             | -          |                                                                                                 |
| William-Stad                 | Saramacca            | hout                             | -          | Ook gespeld Williamstad                                                                         |
| Uitkijk                      | Saramacca            | hout, suikerriet                 | -          | Ook wel De Uitkijk, militaire post bij het Oranjepad                                            |
| Voorzorg                     | Saramacca            | -                                | 1790       | Heeft dienst gedaan als melaatsenkolonie en proefgebied voor de kolonisatie door vrije personen |
| Zorg en Hoop                 | Boven-Saramacca      | hout                             | -          |                                                                                                 |

## In het stroomgebied van deCoppename
| Plantage | Rivier    | Type product | Oprichting | Opmerking                   |
| -------- | --------- | ------------ | ---------- | --------------------------- |
| Andresa  | Coppename | hout         | -          | Gouvernementshoutplantage   |
| Batavia  | Coppename | cacao        | 1784       | Vanaf 1824 melaatsenkolonie |

## In Coronie
Het district Coronie, dat bekend stond als De Zeekust en ook als Opper-Nickerie, kende in de eerste helft van de 19e eeuw louter katoenplantages, gelegen parallel aan de kust op één lange rij (hieronder weergegeven van oost naar west). In 1851 werd Coronie een zelfstandig district. Gaandeweg verdwenen de plantages en/of schakelde men over op andere producten.
| Plantage      | Rivier  | Type product                 | Oprichting | Opmerking                                              |
| ------------- | ------- | ---------------------------- | ---------- | ------------------------------------------------------ |
| Bethanië      | Zeekust | ?                            | -          |                                                        |
| Bethel        | Zeekust | ?                            | -          |                                                        |
| Penel         | Zeekust | ?                            | -          |                                                        |
| Palestina     | Zeekust | hout, kokosolie, kopra       | 1886       |                                                        |
| Inverness     | Zeekust | katoen, kokos, rijst         | 1825       |                                                        |
| Hamilton      | Zeekust | katoen, cacao, banaan, kokos | 1821       |                                                        |
| Welgelegen    | Zeekust | katoen                       | 1819       | Hoofdplaats van huidig Ressort Welgelegen              |
| Hague         | Zeekust | katoen                       | 1824       |                                                        |
| Moy           | Zeekust | katoen                       | 1824       | Ook gespeld Moij                                       |
| Persévérance  | Zeekust | katoen                       | 1824       |                                                        |
| Cardrosspark  | Zeekust | katoen                       | 1824       | Ook gespeld Cardrospark, Cadrosspark                   |
| Bellevue      | Zeekust | katoen                       | -          |                                                        |
| Mary's Hope   | Zeekust | katoen, kokos, cacao         | 1817       |                                                        |
| Totness       | Zeekust | katoen                       | 1827       | Hoofdplaats van het district Coronie (Ressort Totness) |
| Friendship    | Zeekust | katoen                       | 1824       |                                                        |
| Bantaskine    | Zeekust | katoen, banaan, kokos, cacao | 1818       |                                                        |
| John          | Zeekust | katoen, banaan, kokos, cacao | 1820       |                                                        |
| Belladrum     | Zeekust | katoen, banaan, kokos, cacao | 1824       |                                                        |
| Johanna Maria | Zeekust | katoen, banaan, kokos, cacao | 1827       | Hoofdplaats van huidig Ressort Johanna Maria           |
| Novar         | Zeekust | katoen                       | -          |                                                        |
| Clyde         | Zeekust | katoen                       | 1808       | Ook gespeld Clijde. EBG zendingspost Salem             |
| Leasowes      | Zeekust | katoen                       | 1819       | Ook gespeld Leasoue                                    |
| Sarah         | Zeekust | katoen                       | 1819       |                                                        |
| Burnside      | Zeekust | katoen, suikerriet           | 1808       | Eerste plantage te Coronie                             |
| Hope          | Zeekust | katoen                       | 1819       | Ook wel Hope 209 (?) en De Hoop                        |
| Oxford        | Zeekust | katoen                       | 1819       |                                                        |
| Potosie       | Zeekust | katoen                       | 1819       |                                                        |
| Bucklebury    | Zeekust | katoen                       | 1819       | Ook wel Buckleburg                                     |
| Waltonhall    | Zeekust | katoen                       | 1819       |                                                        |

## InNickerie
De plantages in Nickerie waren ongeveer 200 kilometer westelijk van Paramaribo gelegen en kenden daardoor een eigen dynamiek. Ze waren gericht op de later door stormvloeden verzwolgen plaats Nieuw-Rotterdam, waar handelaren handel dreven met het buurland Guyana. In de volksmond werd de plaats "Eldorado van de smokkelaars" genoemd. In 1879 werd aan de overzijde van de rivier Nieuw-Nickerie gebouwd, dat hiermee de functie van Nieuw-Rotterdam overnam.
| Plantage        | Rivier   | Type product                                   | Oprichting | Opmerking                                                                                       |
| --------------- | -------- | ---------------------------------------------- | ---------- | ----------------------------------------------------------------------------------------------- |
| Botany Bay      | Nickerie | koffie, katoen, cacao, banaan                  | ca. 1825   | Samen met Glensander uitgegeven.                                                                |
| Diamond         | Nickerie | koffie, suikerriet                             | ca. 1800   |                                                                                                 |
| L'Espérance     | Nickerie | koffie                                         | ca. 1825   |                                                                                                 |
| Glensander      | Nickerie | kostgrond                                      | ca. 1825   | Samen met Botany Bay uitgegeven. Per 1839 Charlottenburg genaamd. Deze had een EBG zendingspost |
| Forgue          | Nickerie | katoen                                         | -          |                                                                                                 |
| Gloria          | Nickerie | cacao, banaan, koffie, rijst                   | -          |                                                                                                 |
| Good Intent     | Nickerie | katoen                                         | -          | Ook gespeld Good-Intend                                                                         |
| Hamptoncourt    | Nickerie | suikerriet, rijst                              | ca. 1830   |                                                                                                 |
| Hazard          | Nickerie | koffie, suikerriet, ricinus, kokos (kopra)     | 1802       | Ook gespeld Hasard                                                                              |
| Hope            | Nickerie | katoen                                         | -          | Gelegen aan de kust                                                                             |
| Huntly          | Nickerie | koffie                                         | na 1825    |                                                                                                 |
| Krappahoek      | Nickerie | koffie, cacao, banaan, rubber                  | 1882       | Ook gespeld Krapahoek, Crappahoek                                                               |
| Leadshall       | Nickerie | katoen                                         | -          | Ook gespeld Leadhal of Leed-Hall                                                                |
| Lochaber        | Nickerie | katoen                                         | -          | Gelegen aan de kust, ook gespeld Locharber                                                      |
| Longmay         | Nickerie | koffie, kokos                                  | -          |                                                                                                 |
| Margarethenburg | Nickerie | katoen, koffie, rijst                          | -          |                                                                                                 |
| Nieuwe Aanleg   | Nickerie | koffie                                         | ca. 1825   |                                                                                                 |
| Nursery         | Nickerie | koffie, suikerriet                             | -          | Ook gespeld Nurserij of Nusserij                                                                |
| Paradise        | Nickerie | koffie, suikerriet, kokos                      | 1799       | Ook wel Paradijs. Eind 19e eeuw: cacao en rijst (kleinlandbouw).                                |
| Phoenix         | Nickerie | koffie, suikerriet                             | -          |                                                                                                 |
| Plaisance       | Nickerie | koffie, katoen, kokos                          | -          |                                                                                                 |
| Providence      | Nickerie | katoen                                         | 1799       |                                                                                                 |
| Rhynie          | Nickerie | katoen                                         | -          | Gelegen aan de kust                                                                             |
| Standvastigheid | Nickerie | kostgrond                                      | ca. 1825   |                                                                                                 |
| Waldijk         | Nickerie | -                                              | -          | Ook wel Waaldijk                                                                                |
| Waterloo        | Nickerie | suikerriet, koffie, kokos (kokosolie en kopra) | 1799       | Suikerfabriek, produceerde ook rum                                                              |